# Ван Гог, Тео (кинорежиссёр)
Теодор (Тео) ван Гог (нидерл. Theodoor "Theo" van Gogh; 23 июля 1957, Гаага — 2 ноября 2004, Амстердам) — нидерландский кинорежиссёр, продюсер, публицист и актёр, правнучатый племянник живописца Винсента ван Гога (правнук брата художника Тео ван Гога). Был убит исламистским радикалом Мохаммедом Буйери в 2004 году.

## Биография

### Политика
Ван Гог был членом нидерландской республиканской партии Республиканское общество, которая защищала идеи отказа от монархии, и был другом депутата Пима Фортёйна убитого своим политическим оппонентом в 2002 году.

### Фильм «Submission»
Используя сценарий, написанный Айаан Хирси Али, Ван Гог снял 10-минутный фильм Submission. Фильм раскрывал и осуждал насилие над женщинами в исламском мире. Submission — английский перевод слова «покорность».
Убийца ван Гога в записке, прикреплённой к телу жертвы, объяснял, что совершил убийство с целью мести за фильм Submission.

### Убийство
Мохаммед Буйери убил ван Гога ранним утром во вторник 2 ноября 2004 года в Амстердаме, во время велосипедной поездки режиссёра на работу. Выстрелив в него девять раз, он перерезал жертве горло и нанёс колотые раны в грудь.
Убийца был арестован полицией после огнестрельного ранения в ногу, нанесённого ему в процессе погони и задержания. Им оказался Мохаммед Буйери, 26-летний гражданин и уроженец Нидерландов, по происхождению марокканец, подозреваемый в связи с террористической организацией Dutch Hofstad Network. Он также обвиняется в покушении на убийство полицейского и планировании убийства Айаан Хирси Али. Был приговорён 26 июля 2005 года к пожизненному заключению без права на досрочное освобождение.

## Творчество

### Публикации
- Engel («Angel», 1990)
- Er gebeurt nooit iets («Nothing Ever Happens», 1993)
- Sla ik mijn vrouw wel hard genoeg? («Do I Beat My Wife Hard Enough?», 1996)
- De gezonde roker («The healthy smoker», 2000)
- Allah weet het beter («Allah Knows Best», 2003)
- De tranen van Mabel («The tears of Mabel», 2004)

### Фильмография
- Luger (1982)
- Een dagje naar het strand («A Day at the Beach», 1984)
- Charley (1986)
- Terug naar Oegstgeest («Back to Oegstgeest», 1987)
- Loos («Wild», 1989)
- Vals licht («Fake Light», 1993)
- Ilse verandert de geschiedenis («Ilse Changes History», 1993)
- 06 (1994)
- Reunie («Reunion», 1994)
- Eva (1994)
- Een galerij: De wanhoop van de sirene («A Gallery: The Despair of the Siren», 1994)
- De Eenzame Oorlog Van Koos Tak («Koos Tak’s Lonely War», 1995)
- Blind Date (1996)
- Hoe ik mijn moeder vermoordde («How I Killed My Mother», 1996)
- In het belang van de staat («In the Interest of the State», 1997)
- Au («Ouch», 1997)
- De Pijnbank («The Rack», 1998)
- Baby Blue (2001)
- De nacht van Aalbers («Aalbers’s Night», 2001)
- Najib en Julia (2002)
- Interview (2003)
- Zien («Seeing», 2004)
- Submission (2004)
- Cool (2004)
- 06/05 (2004)
- Medea (2005)

#### Незаконченные фильмы
- Bad (A «lesbian road movie»). Выпуск был запланирован на 2005 год.
- Duizend en één Dag («Thousand and One Days»). Драма о молодых мусульманах, борющихся за свободу вероисповедания.